# António Anastácio Gonçalves
António Anastácio Gonçalves (Alcanena, 2 de outubro de 1888 — São Petersburgo, 15 de setembro de 1965) foi um médico e colecionador português que legou ao Estado português uma valiosa coleção de arte que se encontra disponível ao público na Casa-Museu Dr. Anastácio Gonçalves.

## Biografia
António Anastácio Gonçalves participou na I Guerra Mundial como médico incorporado no Corpo Expedicionário Português tendo sido condecorado pelos valorosos serviços prestados nas trincheiras.
Médico oftalmologista de prestígio, conviveu com personalidades do mundo da ciência, da literatura e das artes como Ricardo Jorge, Fernando Fonseca, Aquilino Ribeiro e Ferreira de Castro.
Foi médico de Calouste Gulbenkian tendo sido um dos primeiros portugueses a conhecer a casa deste na Avenida Iéna, em Paris, tendo ficado deslumbrado com a coleção do magnata e colecionador arménio.
Conhecedor profundo das várias artes, Anastácio Gonçalves foi um apreciador com objetividade e rigor de música, literatura e pintura, situando todas estas formas artísticas no mesmo plano de valores estéticos.
Tendo viajado por todo o mundo, no entanto toda a sua coleção foi adquirida em Portugal, ainda que contando com peças de variadas proveniências.
Faleceu em São Petersburgo, então apelidada de Leninegrado, na U.R.S.S., para onde viajou pela segunda vez para visitar o Museu Hermitage.